# كارول بورلاند
كارول بورلاند (بالإنجليزية: Carroll Borland)‏ هي ممثلة أمريكية، ولدت في 25 فبراير 1914 في سان فرانسيسكو في الولايات المتحدة، وتوفيت في 3 فبراير 1994 في مقاطعة أرلنغتون في الولايات المتحدة بسبب ذات الرئة.

## وصلات خارجية
- كارول بورلاند على موقع IMDb (الإنجليزية)
- كارول بورلاند على موقع أول موفي (الإنجليزية)
- كارول بورلاند على موقع قاعدة بيانات الأفلام السويدية (السويدية)
- كارول بورلاند على موقع قاعدة بيانات الفيلم (الإنجليزية)